# Un long destin de sang
 Un long destin de sang  est une série de bande dessinée écrite par Laurent-Frédéric Bollée et dessinée par Fabien Bedouel publiée en 2010 et 2011 chez 12 bis.

## Synopsis

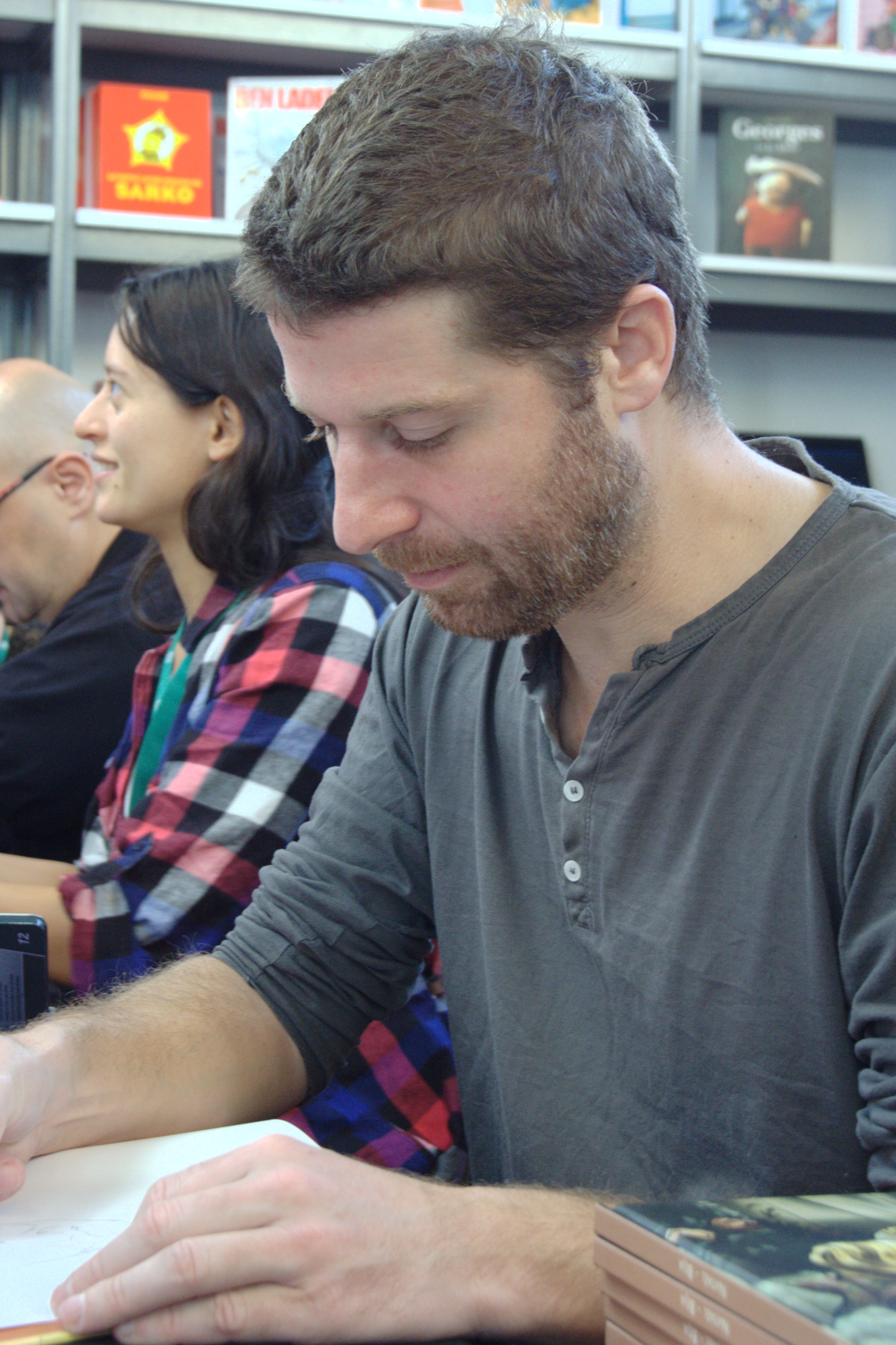
Le dessinateur du diptyque au festival Quai des Bulles en 2012.

Communiqué officiel de la Préfecture de police : Paris, 31 mars 1918. L’ennemi a continué au cours de la journée à bombarder la capitale… Il y a un mort…
L'histoire retrace les destins croisés d’une institutrice, syndicaliste et pacifiste, d’un soldat en permission, d’un imprimeur, d’un commissaire de police, d’un acteur, de journalistes dont un de L'Humanité  et un du Figaro, d’un général à la retraite, d’un député de la Seine, de sa maîtresse et de sa femme et du rédacteur en chef L'Humanité, Marcel Cachin.
L’action de l’Acte I se déroule à Paris et à Pantin dans une période de 24 heures entre le samedi 30 et le dimanche 31 mars 1918 et celle de l’Acte II, le dimanche 31 mars 1918.

## Les albums
1. Un long destin de sang Acte I
2. Un long destin de sang Acte II

Cette série est terminée.